# Jean Bommart
Pour les articles homonymes, voir Bommart.
Œuvres principales
- Le Poisson chinois (1934)
- Le Train blindé n°4 (1948)

Jean Bommart (Douai 12 septembre 1894 -  Paris 25 décembre 1979) est un écrivain français de roman policier et de roman d'espionnage.

## Biographie
Bommart complète à l'université une année d'études en médecine et une autre en droit, mais la Première Guerre mondiale éclate et il se joint à l'armée française à Verdun. Il y est gravement blessé le 21 février 1916.
Après la guerre, il entre à l'École des hautes études commerciales de Paris. Journaliste pour l'agence Havas à Belgrade en 1921, il mène un temps une carrière diplomatique et parcourt plusieurs pays d'Europe de l'Est.
De retour en France, il exerce divers petits métiers, puis devient employé de banque.  Après avoir bu un verre d'eau contaminée dans une pâtisserie du quartier de la Bourse, il tombe gravement malade.  Cloué au lit pendant trois ans à la suite de cette intoxication alimentaire, il se met à écrire en s'inspirant de ses souvenirs d'action dans la guerre secrète, encouragé en cela par l'écrivain Benjamin Crémieux.
Il connaît très vite le succès avec son personnage du capitaine Sauvin, alias le Poisson Chinois. Héros décontracté au physique ingrat, ce n'est pas un tombeur de belles espionnes, mais un agent secret astucieux, habile à se déguiser. Intemporel, il surgit sur tous les théâtres d'opérations durant plusieurs décennies au gré des conflits mondiaux. On le retrouve aussi bien dans le bunker d'Hitler à la chute de Berlin début mai 1945 que dévoilant le tout premier l'arrivée des missiles soviétiques à Cuba en 1963. Michel Simon dans La Bataille silencieuse de Pierre Billon en 1937 et Rex Harrison dans The Silent Battle de Herbert Mason en 1939 ont incarné Jacques Sauvin à l'écran.
Jean Bommart a aussi écrit des romans policiers classiques, deux romans d'anticipation (sous le pseudonyme de Kemmel) et divers autres ouvrages. Il s'est intéressé au cinéma comme scénariste ou dialoguiste.

## Œuvre

### Romans

#### SérieLe Poisson chinois
- Le Poisson chinois, Paris, Librairie des Champs-Élysées, Le Masque no 156, 1934 ; réédition, Paris, Le Livre de poche no 2124, 1967. Prix du roman d'aventures 1934
- Hélène et le Poisson chinois (ou Hélène et le Pirate, ou Le Mariage du Poisson chinois), Paris, Librairie des Champs-Élysées, Le Masque Émeraude no 5, 1938
- La Dame de Valparaiso (ou Le Poisson Chinois et la dame de Valparaiso), Paris, Librairie des Champs-Élysées, Le Masque Émeraude no 22, 1940 ; réédition, Paris, Fayard, 1959 ; réédition, Paris, Le Livre de poche no 3429, 1972
- L'Épouvantable Nuit, Paris, Librairie des Champs-Élysées, Le Masque Émeraude no 26, 1940
- Ève et le Monstre, Paris, Éditions de Flore, coll. Suites policières, 1948
- Le Train blindé no 4, Paris, Éditions de Flore, coll. Suites policières, 1948 ; réédition, Paris, Le Livre de poche no 2834, 1970
- Ciné-Murder-Party, (Le Poisson Chinois fait du cinéma), Paris, Éditions de Flore, coll. Suites policières, 1950
- Dette de sang, (Le Poisson Chinois en Albanie), Paris, Éditions de Flore, coll. Suites policières, 1950
- Mr. Scrupule, gangster (ou Le Poisson Chinois pêche à la ligne), Paris, Pierre Horay, coll. Le Sphinx, 1951 ; réédition, Paris, Le Livre de poche no 4209, 1975
- J'ai tué Hitler (ou Le Poisson Chinois a tué Hitler), Paris, Éditions de Flore, coll. Suites policières, 1951 ; réédition, Paris, Fayard, 1959 ; réédition, Paris, Le Livre de poche no 3332, 1972
- Le Poisson chinois au Sinaï, Paris, Fayard, 1957
- Le Poisson chinois vole le spoutnik, Paris, Fayard, 1958
- Le Poisson chinois est kidnappé, Paris, Fayard, 1958
- Le Poisson chinois et l'homme sans nom, Paris, Fayard, 1958 ; Paris, Livre de Poche no 3946, 1974
- Le Poisson chinois se bagarre à Tanger, Paris, Fayard, 1959
- Le Poisson chinois à Marseille, Paris, Fayard, 1959
- Le Poisson chinois et l'opération V3, Paris, Fayard, 1960
- Celle qui allait au bagne, Paris, Librairie des Champs-Élysées, Le Masque no 683, 1960
- Bataille pour Arkhangelsk, Paris, Opta, 1961 ; réédition, Paris, Éditions Arabersque, coll. Baroud, 1965 ; réédition, Paris, Le Livre de poche no 2792, 1970
- Le Poisson chinois à Cuba, Paris, Librairie des Champs-Élysées, Le Masque no 1280, 1973
- Le Poisson chinois à Téhéran, Paris, Librairie des Champs-Élysées, Le Masque no 1322, 1974

#### SérieMonseigneur Bachou
- Le général n'a pas crié, Paris, Librairie des Champs-Élysées, Le Masque no 390, 1951
- Le Tueur tabou, Éditions Pierre Horay, coll. La Sphinx, 1952

#### Cycle de Macao (SérieAgent Curtis)
- Intoxication, Paris, Gallimard, Série noire no 936, 1965
- Bulles dans le ciel, Paris, Gallimard, Série noire no 984, 1965
- Voyage de noces, Paris, Gallimard, Série noire no 1008, 1966
- Les Philanthropes, Paris, Gallimard, Série noire no 1045, 1966

#### Autres romans populaires
- Sourcils joints, Paris, Librairie Alphonse Lemerre, 1932
- Le Revenant, Paris, Librairie Alphonse Lemerre, 1932. Prix du cercle littéraire français
- U-31, Paris, Librairie Alphonse Lemerre, 1933
- Aux mains des invisibles, Éditions Colbert, 1941
- La Belle Élise, Éditions Colbert, 1943
- La Ronde de jour, Éditions des Deux Sirènes, 1947
- Feux de la nuit, Éditions des Deux Sirènes, 1948
- Le Gosse qui valait cent millions, Paris, Librairie des Champs-Élysées, Le Masque no 427, 1952
- Dieu reconnaîtra les siens, Paris, Éditions
- Pendez le notaire, Paris, Librairie des Champs-Élysées, Le Masque no 559, 1956
- Je reviens de..., (sous le pseudonyme Kemmel), Fleuve Noir anticipation, 1957
- Au bout du ciel, (sous le pseudonyme Kemmel), Fleuve Noir anticipation, 1962
- Courage, morticoles !, Paris, Albin Michel, coll. Ernie Clerk-Espionnage no 130, 1967
- Elle ou moi, Paris, Denoël, coll. Crime-club no 253, 1967
- L'Affaire Mulligan, Paris, Transworld Publications, International Pocket no 8, 1971

#### Autres romans
- Dieu reconnaîtra les siens, Calmann-Lévy, 1955
- 2000 milles à la voile - drame sur un thonier, récit coécrit avec son fils Alain Bommart, 1956
- Le Gendarme du bout du monde, Calmann-Lévy, 1956
- Celui qui va seul, Calmann-Lévy, 1956

### Théâtre
- Blanc et rouge, pièce de théâtre en 3 actes et 6 tableaux, publiée dans La Petite Illustration no 754[1] du 4 janvier 1936

## Filmographie
- 1937 : La Bataille silencieuse, réalisation de Pierre Billon, avec Michel Simon, Kate de Nagy, Pierre Fresnay, Claire Gérard, André Alerme, René Bergeron. France.

coscénariste avec Pierre Billon et Jacques Natanson, d'après Le Poisson Chinois.
- 1938 : Le Tigre du Bengale, réalisation Richard Eichberg, avec Alice Field, Max Michel (de), Pola Illéry, Claude May, Roger Karl, Roger Duchesne, Marc Valbel. Allemagne.

dialogues de la version française 
- 1938 : La Glu, réal. Jean Choux, avec Marie Bell, Gilbert Gil, Marcelle Géniat. France 1948.

coscénariste avec Jean Choux, Émile Roussel et Fernand Crommelynck d'après la pièce de Jean Richepin.
- 1942 : The Silent Battle ou Continental Express, réalisation Herbert Mason, avec Rex Harrison, John Loder, Valerie Hobson, Muriel Aked. Grande-Bretagne.

adapté du Poisson Chinois par Wolfgang Wilhem, Rondey Ackland, Emeric Pressburge
- 1956 : Mr.Scrupule, gangster ou Mr.Scrupule et le Poisson Chinois, réalisation par Jacques Daroy, avec Yves Vincent, Tilda Thamar, Howar Vernon, Dora Doll. France.

coscénariste avec Jacques Rey d'après sa pièce radiophonique homonyme
- 1961 : Vacances en enfer, réal. Jean Kerchbron, avec Elina Labourdette, Michel Subor, Georges Poujouly, Catherine Sola, Michel Vitold. France

scénario France Roche et Maurice Clavel d'après Dieu reconnaîtra les siens

## Sources
- Jacques Baudou et Jean-Jacques Schleret, Le Vrai Visage du Masque, vol. 1, Paris, Futuropolis, 1984, 476 p. (OCLC 311506692), p. 73-75.
- Magali Domain, "Jean Bommart et son poisson chinois", Nord’, n°67, Presses Universitaires du Septentrion, juin 2016, p. 89-104.
- Anne Martinetti, "Le Masque" : histoire d'une collection, Amiens, Encrage, coll. « Références » (no 3), 1997, 143 p. (ISBN 978-2-906389-82-3)
- Claude Mesplède (dir.), Dictionnaire des littératures policières, vol. 1 : A - I, Nantes, Joseph K, coll. « Temps noir », 2007, 1054 p. (ISBN 978-2-910686-44-4, OCLC 315873251), p. 255-257 et 551-552 (Poisson chinois).
- Claude Mesplède, Les années "Série noire" : bibliographie critique d'une collection policière, vol. 1 : 1959-1966, Amiens, Editions Encrage, coll. « Travaux » (no 17), 1993 (ISBN 978-2-906389-43-4)
- Claude Mesplède, Les années "Série noire" : bibliographie critique d'une collection policière, vol. 2 : 1959-1966, Amiens, Editions Encrage, coll. « Travaux » (no 17), 1992, 315 p. (ISBN 978-2-906389-43-4, OCLC 466468261)
- Claude Mesplède, Les années "Série noire" : bibliographie critique d'une collection policière, vol. 3 : 1966-1972, Amiens, Editions Encrage, coll. « Travaux / 22 », 1992 (ISBN 978-2-906389-53-3)
- Claude Mesplède et Jean-Jacques Schleret, SN, voyage au bout de la Noire : inventaire de 732 auteurs et de leurs œuvres publiés en séries Noire et Blème : suivi d'une filmographie complète, Paris, Futuropolis, 1982 (OCLC 11972030), p. 38.